# Vetenskaplig konsensus
Vetenskaplig konsensus är det gemensamma omdömet, ståndpunkten och åsikten hos det vetenskapliga samfundet inom ett specifikt forskningsområde inom en specifik tidsperiod. 
Konsensus innebär allmän enighet, men inte nödvändigtvis enhällighet. Meningsskiljaktigheter kan uppstå och kan vara nödvändiga för att vetenskapen ska utvecklas. Konsensus innebär inte heller att en sanning är slutgiltig. Ny forskning kan göra att en vetenskaplig konsensus utvecklas och förändras.
Vetenskaplig konsensus nås oftast genom kommunikation under konferenser, genom processen då vetenskapligt material publiceras och genom peer review. Vetenskaplig konsensus är inte i sig självt ett vetenskapligt argument, och ingår inte i den vetenskapliga metoden. Däremot är sakinnehållet i ståndpunkten kring vilken det råder konsensus grundad på vetenskapliga argument och den vetenskapliga metoden.
Ibland kan det vara svårt att förmedla vetenskaplig konsensus till allmänheten. Vetenskapliga institut publicerar ibland ståndpunktsuttalanden som syftar att ge en sammanfattning av vetenskapen. 
I politiska debatter kan vetenskaplig konsensus åberopas när en fråga är kontroversiell utanför det vetenskapliga samfundet, men inte inom det. Detta gäller exempelvis frågor om evolution och global uppvärmning. 
Ett historiskt exempel på hur vetenskaplig konsensus kan förändras är Ptolemaios geocentriska världsbild. Ptolemaios beskrivning av jorden som universums mitt gällde i århundraden, ända tills Copernicus och Kepler ersatte den med den heliocentriska modellen.

## Filosofi
Vetenskaplig konsensus är viktigt inom vetenskapsfilosofin. Synsättet att vetenskapens mål är skapandet av sådan konsensus går ungefär ut på att den enskilde forskaren är en renodlad skeptiker som använder sina analytiska redskap till att värdera all evidens som läggs fram innan vederbörande formulerar sin ståndpunkt. Till skillnad från andra typer av kunskap så består vetenskaplig kunskap av delar som ömsesidigt kan förstås och vara föremål för undersökningar som resulterar i medhåll eller oenighet, och som kan bli del av den ståndpunkt som utgör konsensus. Detta är en förutsättning för att konsensus överhuvudtaget ska kunna uppnås.